# ترکمن، قبله
ترکمن (به لاتین: Türkmən, Qabala) یک منطقهٔ مسکونی در جمهوری آذربایجان است که در شهرستان قبله واقع شده‌است.